# جليل (اسم)
جليل هو اسم علم مذكر من أصل عربي، ومعناه هو صفة مشبهة، بمعنى المهيب العظيم القدر الوقور المتقدم في السن.

## شخصيات تحمل الاسم
- جليل أوكافور (لاعب كرة سلة أمريكي، 15 ديسمبر 1995 – )
- جليل انيبابا (لاعب كرة قدم من الولايات المتحدة الأمريكية، 19 أكتوبر 1988[3] – )
- جليل بناني (طبيب نفسي مغربي، 23 يوليو 1948 – )
- جليل حنون (لاعب كرة قدم عراقي، 1 يوليو 1952 – )
- جليل رسولي (خطاط إيراني، 1947 – )
- جليل زندي (2 مايو 1951 – 1 أبريل 2001)
- جليل زيدان (لاعب كرة قدم عراقي، القرن 20 – )
- جليل نالجكان (ممثل تركي، 10 يونيو 1978 – )
- جليل نرجسي (لاعب رغبي مغربي، 18 يناير 1980 – )
- جليل وايت (27 نوفمبر 1976 – )

## وصلات خارجية
- موسوعة السلطان قابوس لأسماء العرب نسخة محفوظة 5 أبريل 2019 على موقع واي باك مشين.